# Exilisia falcata
Exilisia falcata är en fjärilsart som beskrevs av De Toulgoët 1954. Exilisia falcata ingår i släktet Exilisia och familjen björnspinnare. Inga underarter finns listade i Catalogue of Life.